# Azursultanhöna
Azursultanhöna (Porphyrio flavirostris) är en fågel i familjen rallar inom ordningen tran- och rallfåglar.

## Utseende och läte
Azursultanhönan är en liten (23–26 cm) och ljus hönsliknande fågel. Fjäderdräkten är urtvättat gråblå undertill, kontrasterande med olibrunt på rygg och hjässa. Den relativt tjocka näbben är gul, liksom en pannsköld ovanför.

## Utbredning och systematik
Fågeln förekommer i Sydamerika från östra Colombia till södra Venezuela, Guayana, norra Argentina och Brasilien. Den behandlas som monotypisk, det vill säga att den inte delas in i några underarter.

## Levnadssätt
Azursultanhönan hittas i sötvattensvåtmarker med rik tillgång på flytande vegetation. Jämfört med amerikansk sultanhöna ses den sällan simma och håller sig mer dold i vegetationen. Födan består av frön och ryggradslösa djur som den plockar från vattenytan.

## Status
Arten har ett stort utbredningsområde och internationella naturvårdsunionen IUCN kategoriserar arten som livskraftig. Beståndsutvecklingen är dock oklar.